# Wereldkampioenschappen schoonspringen 2019 – driemeterplank vrouwen
Het schoonspringen vanaf de driemeterplank voor vrouwen tijdens de wereldkampioenschappen schoonspringen 2019 vond plaats op 18 en 19 juli 2019 in het Nambu University Municipal Aquatics Center in Gwangju.

## Uitslag
Groen geeft de finalisten weer.
Blauw geeft de halvefinalisten weer.
| Rang   | Naam                | Land                | Voorronde | Voorronde | Halve finale  | Halve finale  | Finale        | Finale        |
| Rang   | Naam                | Land                | Punten    | Rang      | Punten        | Rang          | Punten        | Rang          |
| ------ | ------------------- | ------------------- | --------- | --------- | ------------- | ------------- | ------------- | ------------- |
| Goud   | Shi Tingmao         | China               | 357.90    | 1         | 359.40        | 1             | 391.00        | 1             |
| Zilver | Wang Han            | China               | 356.40    | 2         | 345.80        | 3             | 372.85        | 2             |
| Brons  | Maddison Keeney     | Australië           | 341.00    | 3         | 348.10        | 2             | 367.05        | 3             |
| 4      | Jennifer Abel       | Canada              | 318.75    | 4         | 339.90        | 4             | 333.35        | 4             |
| 5      | Sayaka Mikami       | Japan               | 291.60    | 8         | 307.95        | 7             | 323.05        | 5             |
| 6      | Esther Qin          | Australië           | 272.10    | 15        | 286.40        | 12            | 302.85        | 6             |
| 7      | Pamela Ware         | Canada              | 307.95    | 5         | 308.00        | 6             | 290.20        | 7             |
| 8      | Grace Reid          | Duitsland           | 277.95    | 13        | 300.75        | 8             | 286.95        | 8             |
| 9      | Ng Yan Yee          | Maleisië            | 279.30    | 12        | 288.60        | 10            | 282.40        | 9             |
| 10     | Tina Punzel         | Duitsland           | 293.05    | 7         | 309.40        | 5             | 281.00        | 10            |
| 11     | Viktorija Kesar     | Oekraïne            | 258.60    | 18        | 300.25        | 9             | 276.45        | 11            |
| 12     | Inge Jansen         | Nederland           | 288.15    | 10        | 286.80        | 11            | 268.20        | 12            |
| 13     | Elizabeth Cui       | Nieuw-Zeeland       | 273.90    | 14        | 284.10        | 13            | Uitgeschakeld | Uitgeschakeld |
| 14     | Sarah Bacon         | Verenigde Staten    | 295.95    | 6         | 282.65        | 14            | Uitgeschakeld | Uitgeschakeld |
| 15     | Olena Fedorova      | Oekraïne            | 288.00    | 11        | 279.10        | 15            | Uitgeschakeld | Uitgeschakeld |
| 16     | Julia Vincent       | Zuid-Afrika         | 268.30    | 16        | 275.85        | 16            | Uitgeschakeld | Uitgeschakeld |
| 17     | Chiara Pellacani    | Italië              | 290.00    | 9         | 275.10        | 17            | Uitgeschakeld | Uitgeschakeld |
| 18     | Jelena Tsjernych    | Rusland             | 266.70    | 17        | 264.45        | 18            | Uitgeschakeld | Uitgeschakeld |
| 19     | Emma Gullstrand     | Zweden              | 258.10    | 19        | Uitgeschakeld | Uitgeschakeld | Uitgeschakeld | Uitgeschakeld |
| 20     | Jessica Favre       | Zwitserland         | 258.00    | 20        | Uitgeschakeld | Uitgeschakeld | Uitgeschakeld | Uitgeschakeld |
| 21     | Kim Su-ji           | Zuid-Korea          | 256.95    | 21        | Uitgeschakeld | Uitgeschakeld | Uitgeschakeld | Uitgeschakeld |
| 22     | Oeljana Kljoejeva   | Rusland             | 251.70    | 22        | Uitgeschakeld | Uitgeschakeld | Uitgeschakeld | Uitgeschakeld |
| 23     | Clare Cryan         | Ierland             | 250.25    | 23        | Uitgeschakeld | Uitgeschakeld | Uitgeschakeld | Uitgeschakeld |
| 24     | Paola Espinosa      | Mexico              | 250.15    | 24        | Uitgeschakeld | Uitgeschakeld | Uitgeschakeld | Uitgeschakeld |
| 25     | Nur Dhabitah Sabri  | Maleisië            | 249.05    | 25        | Uitgeschakeld | Uitgeschakeld | Uitgeschakeld | Uitgeschakeld |
| 26     | Scarlett Mew Jensen | Verenigd Koninkrijk | 247.90    | 26        | Uitgeschakeld | Uitgeschakeld | Uitgeschakeld | Uitgeschakeld |
| 27     | Alena Chamoelkina   | Wit-Rusland         | 246.95    | 27        | Uitgeschakeld | Uitgeschakeld | Uitgeschakeld | Uitgeschakeld |
| 28     | Michelle Heimberg   | Zwitserland         | 241.65    | 28        | Uitgeschakeld | Uitgeschakeld | Uitgeschakeld | Uitgeschakeld |
| 29     | Brooke Schultz      | Verenigde Staten    | 241.45    | 29        | Uitgeschakeld | Uitgeschakeld | Uitgeschakeld | Uitgeschakeld |
| 30     | Dolores Hernández   | Mexico              | 240.90    | 30        | Uitgeschakeld | Uitgeschakeld | Uitgeschakeld | Uitgeschakeld |
| 31     | Diana Pineda        | Colombia            | 239.45    | 31        | Uitgeschakeld | Uitgeschakeld | Uitgeschakeld | Uitgeschakeld |
| 32     | Lena Hentschel      | Duitsland           | 238.10    | 32        | Uitgeschakeld | Uitgeschakeld | Uitgeschakeld | Uitgeschakeld |
| 33     | Viviana Uribe       | Colombia            | 235.90    | 33        | Uitgeschakeld | Uitgeschakeld | Uitgeschakeld | Uitgeschakeld |
| 34     | Elena Bertocchi     | Italië              | 235.45    | 34        | Uitgeschakeld | Uitgeschakeld | Uitgeschakeld | Uitgeschakeld |
| 35     | Micaela Bouter      | Zuid-Afrika         | 233.15    | 35        | Uitgeschakeld | Uitgeschakeld | Uitgeschakeld | Uitgeschakeld |
| 36     | Helle Tuxen         | Noorwegen           | 229.40    | 36        | Uitgeschakeld | Uitgeschakeld | Uitgeschakeld | Uitgeschakeld |
| 37     | Kaja Skrzek         | Polen               | 226.80    | 37        | Uitgeschakeld | Uitgeschakeld | Uitgeschakeld | Uitgeschakeld |
| 38     | Nea Immonen         | Finland             | 225.75    | 38        | Uitgeschakeld | Uitgeschakeld | Uitgeschakeld | Uitgeschakeld |
| 39     | Ashlee Tan          | Singapore           | 221.45    | 39        | Uitgeschakeld | Uitgeschakeld | Uitgeschakeld | Uitgeschakeld |
| 40     | Cho Eun-bi          | Zuid-Korea          | 221.15    | 40        | Uitgeschakeld | Uitgeschakeld | Uitgeschakeld | Uitgeschakeld |
| 41     | Luana Lira          | Brazilië            | 220.20    | 41        | Uitgeschakeld | Uitgeschakeld | Uitgeschakeld | Uitgeschakeld |
| 42     | Maha Eissa          | Egypte              | 217.70    | 42        | Uitgeschakeld | Uitgeschakeld | Uitgeschakeld | Uitgeschakeld |
| 43     | Juliana Veloso      | Brazilië            | 206.70    | 43        | Uitgeschakeld | Uitgeschakeld | Uitgeschakeld | Uitgeschakeld |
| 44     | Marcela Marić       | Kroatië             | 197.05    | 44        | Uitgeschakeld | Uitgeschakeld | Uitgeschakeld | Uitgeschakeld |
| 45     | Alison Maillard     | Chili               | 190.25    | 45        | Uitgeschakeld | Uitgeschakeld | Uitgeschakeld | Uitgeschakeld |
| 46     | Shaye Boddington    | Nieuw-Zeeland       | 176.85    | 46        | Uitgeschakeld | Uitgeschakeld | Uitgeschakeld | Uitgeschakeld |
| 47     | Emilia Nilsson      | Zweden              | 176.60    | 47        | Uitgeschakeld | Uitgeschakeld | Uitgeschakeld | Uitgeschakeld |
| 48     | Indrė Girdauskaitė  | Litouwen            | 157.05    | 48        | Uitgeschakeld | Uitgeschakeld | Uitgeschakeld | Uitgeschakeld |
| 49     | Chan Lam            | Hongkong            | 150.75    | 49        | Uitgeschakeld | Uitgeschakeld | Uitgeschakeld | Uitgeschakeld |
| 50     | Maha Abdelsalam     | Egypte              | 133.75    | 50        | Uitgeschakeld | Uitgeschakeld | Uitgeschakeld | Uitgeschakeld |
| 51     | Lei Meng Hin        | Macau               | 94.00     | 51        | Uitgeschakeld | Uitgeschakeld | Uitgeschakeld | Uitgeschakeld |